# Escort Way
Der Escort Way ist eine Hauptverbindungsstraße im Osten des australischen Bundesstaates New South Wales. Er verbindet den Mitchell Highway in Orange mit der Eugowra Forbes Road in Eugowra.

## Verlauf
Der Escort Way zweigt in Orange vom Mitchell Highway (R32) nach Westen ab. In der Ortschaft Boree mündet von Norden die Peabody Road (S81). Wenig später biegt der Escort Way nach Südwesten ab, während die Orange Road (S90) weiter nach Westen führt. In Coodal zweigt die Canowindra Road (S81) nach Süden ab, während der Escort Way weiter nach Südwesten führt.
Über Toogong und Murga, vorbei am südlich der Straße liegenden Nangar-Nationalpark, erreicht er schließlich Eugowra und endet.

## Nummerierung
- von Orange bis zum Abzweig der Orange Road
- von Boree bis Cudal
- keine Nummerierung von Cudal bis Eugowra